# Municipalità locale di Bela-Bela
Bela-Bela è una municipalità locale (in inglese Bela-Bela Local Municipality) appartenente alla municipalità distrettuale di Waterberg della provincia del Limpopo in Sudafrica.
Il suo territorio si estende su una superficie di 3.375 km² ed è suddiviso in 8 circoscrizioni elettorali (wards). Il suo codice di distretto è LIM366.

## Geografia fisica

### Confini
La municipalità locale di Bela-Bela confina a nord con quella di Modimolle, a est con quelle di Mookgopong e Dr J.S. Moroka (Nkangala/Mpumalanga), a sud con quella di Nokeng tsa Taemane (Metsweding/Gauteng), a ovest con quelle di Moretele (Bojanala Platinum/Provincia del Nordovest) e Thabazimbi.

### Città e comuni
- Bela-Bela (già "Warmbaths")
- Mabula
- Pienaarsrivier
- Radium
- Rust de Winter
- Settlers
- Warmbaths

### Fiumi
- Boekenhoutspruit
- Elands
- Gotwane
- Kareespruit
- Monyagole
- Pienaars
- Plat
- Rietspruit
- Sand

### Dighe
- Rust de Winterdam